# Джейда Сунгур
Джейда Сунгур (на турски: Ceyda Sungur) е турска активистка и академичка.

## Биография
Родена е през 1986 г. След като завършва бакалавърската си степен по градско планиране, започва работа като научен сътрудник в Истанбулския технически университет.
През май 2013 г. тя участва в антиправителствените протести на площад „Таксим“ в Истанбул като протестиращ и доброволец, оказващ първа помощ. По време на демонстрациите е нападната от полицай на име Фатих Зенгин. Когато фотожурналистът от информационна агенция „Ройтерс“ Осман Орсал заснема кадър, в който Сунгур е обект на полицейско насилие, това предизвиква огромна реакция както в турската, така и в международната общественост. След това тя става символ на протестите. Полицаят Зенгин е съден от прокурори, които настояват за присъда от три години затвор, заради умишлено използване на сила срещу цивилни. Сунгур заявява пред съда, че ако обвиняемият е имал оръжие, е щял да я убие, както е направил друг полицай, убил турската активистка Етем Саръсюлюк. След една година процесът приключва, като полицаят е осъден да засади 600 фиданки заради това, че е пръскал със сълзотворен газ от близко разстояние и злоупотребявал с властта си. В същото време се води друго дело, заведено срещу нея, по обвинение за „подстрекаване на обществото към неспазване на закона“, но то е отхвърлено.